# Pachystylidium
Pachystylidium é um género botânico pertencente à família Euphorbiaceae.
As plantas deste gênero são encontradas no sul da Índia, Tailândia, Indochina, filipinas e ilhas de Java.

## Espécie
Pachystylidium hirsutum Pax & K.Hoffm.

## Nome e referências
Pachystylidium Pax & K.Hoffm.